# 21 tháng 3
Ngày 21 tháng 3 là ngày thứ 80 trong mỗi năm thường (ngày thứ 81 trong mỗi năm nhuận). Còn 285 ngày nữa trong năm.

## Sự kiện
- 1556 – Tổng giám mục Thomas Cranmer bị thiêu sống vì tội dị giáo. Ông là một trong những người sáng lập Anh giáo.
- 1804 – Bộ luật Napoléon được thông qua làm luật dân sự của Pháp.
- 1851 – Vua Tự Đức ra lệnh tử hình các linh mục Công giáo.
- 1857 – trận động đất tại Tokyo làm thiệt mạng khoảng 107.000 người.
- 1871 – Người sáng lập Đế quốc Đức là Otto von Bismarck được bổ nhiệm làm thủ tướng đầu tiên của chính phủ đế quốc.
- 1919 – Cộng hòa Xô viết Hungary được thành lập, đây là chính phủ cộng sản đầu tiên hình thành tại châu Âu sau Cách mạng Tháng Mười tại Nga.
- 1921 – Đảng Bolshevik thi hành Chính sách kinh tế mới nhằm ứng phó với phá sản kinh tế bắt nguồn từ Cộng sản thời chiến.
- 1925 – Nguyễn Ái Quốc viết bài “Nông dân Trung Quốc”. Đây là một chủ đề được nhà cách mạng Việt Nam rất quan tâm vì nó liên quan đến một lực lượng khổng lồ của nước Trung Hoa rộng lớn, nhưng đó cũng là một vấn đề rất sát với mục tiêu vận động cách mạng ở Việt Nam.
- 1926 – Một số nhà yêu nước như: Nguyễn An Ninh, Trần Huy Liệu... và một số người Pháp tiến bộ đã chủ trương tổ chức một cuộc mít tinh bày tỏ thái độ đối với nhà cầm quyền thực dân tại Xóm Lách (Sài Gòn). Tiếng vang của cuộc mít tinh đã tự phát hình thành một tổ chức mang tên là Đảng Thanh niên.
- 1929 – Thủ tướng Canada Louis-Alexandre Taschereau tuyên bố luật tự do báo chí.
- 1935 – Ba Tư đổi tên thành Iran.
- 1947 – Chủ tịch Hồ Chí Minh viết “Lời cảm ơn đồng bào”
- 1952 – Chủ tịch Hồ Chí Minh viết bài “Nam nữ bình quyền”
- 1958 – thành lập Trung đoàn 218, Sư đoàn 361, Quân đội nhân dân Việt Nam.
- 1968 – Trang nhất Báo Quân đội nhân dân số 2450 đăng: “Lệnh của Chủ tịch nước Việt Nam Dân chủ Cộng hòa”.
- 1975 – Chiến tranh Việt Nam: Mở màn Chiến dịch Huế - Đà Nẵng.
- 1990 – Lãnh thổ Tây–Nam Phi trở thành một quốc gia độc lập với tên gọi nước Cộng hòa Namibia.
- 1991 – Hội đồng Bảo an Liên Hiệp Quốc bỏ lệnh cấm vận thực phẩm chống Iraq.
- 1999 – Ngày ghi hình tập đầu tiên của chương trình Đường lên đỉnh Olympia.
- 2006 – Choummaly Sayasone được bầu làm Tổng bí thư Đảng Nhân dân Cách mạng Lào, ông được bầu giữ thêm chức Chủ tịch nước Lào vào tháng 6 cùng năm.
- 2018 – Tổng thống Peru Pablo Kuczynski tuyên bố từ chức giữa bê bối tham nhũng.

## Sinh
- 1527 – Hermann Finck, nhà soạn nhạc người Đức (m. 1558)
- 1685 – Johann Sebastian Bach, nhà soạn nhạc người Đức (m. 1750)
- 1763 – Jean Paul, nhà văn người Đức (m. 1825)
- 1768 – Joseph Fourier, nhà toán học người Pháp (m. 1830)
- 1799 – Nguyễn Phúc Tấn, tước phong Diên Khánh vương, hoàng tử con vua Gia Long (m. 1854).
- 1811 – Nathaniel Woodard, nhà giáo dục học người Anh (m. 1891)
- 1837 – Theodore Nicholas Gill, nhà động vật học người Mỹ (m. 1914).
- 1839 – Modest Petrovich Mussorgsky, nhà soạn nhạc người Nga (m. 1881)
- 1854 – Alick Bannerman, cầu thủ cricket người Úc (m. 1924)
- 1876 – John Tewksbury, vận động viên người Mỹ (m. 1968)
- 1880 – Gilbert M. 'Broncho Billy' Anderson, diễn viên người Mỹ (m. 1971)
- 1895 – Zlatko Baloković, nghệ sĩ vĩ cầm người Croatia (m. 1955)
- 1901 – Karl Arnold, chính khách người Đức (m. 1958)
- 1902
  - Giáo sư Ca Văn Thỉnh (m. 1987)
  - Son House, nhạc sĩ người Mỹ (m. 1988)
- 1904 – Nikolaos Skalkottas, nhà soạn nhạc người Hy Lạp (m. 1949)
- 1906 – Jim Thompson, nhà thiết kế, doanh nhân người Mỹ
- 1910 – M S Khan, người trí thức người Bangladesh (m. 1978)
- 1913 – George Abecassis, người lái xe đua người Anh (m. 1991)
- 1914 – Paul Tortelier, nghệ sĩ vĩ cầm người Pháp (m. 1990)
- 1920 – Georg Ots, ca sĩ người Estonia (m. 1975)
- 1921 – Arthur Grumiaux, nghệ sĩ vĩ cầm người Bỉ (m. 1986)
- 1922 – Russ Meyer, đạo diễn phim, nhà sản xuất người Mỹ (m. 2004)
- 1923 – Philip Abbott, diễn viên người Mỹ (m. 1998)
- 1925
  - Hugo Koblet, vận động viên xe đạp Thụy Sĩ (m. 1964)
  - Peter Brook, đạo diễn phim, nhà sản xuất người Anh
- 1927 – Hans–Dietrich Genscher, chính khách người Đức
- 1930 – James Coco, diễn viên (m. 1987)
- 1932
  - Walter Gilbert, nhà hóa học, giải thưởng Nobel người Mỹ
  - Joseph Silverstein, nghệ sĩ vĩ cầm, người chỉ huy dàn nhạc người Mỹ
- 1933 – Michael Heseltine, chính khách người Anh
- 1935 – Brian Clough, cầu thủ bóng đá, ông bầu bóng đá người Anh (m. 2004)
- 1936
  - Ed Broadbent, chính khách người Canada
  - Mike Westbrook, nhạc Jazz nhà soạn nhạc, người chỉ huy dàn nhạc nhỏ, nghệ sĩ dương cầm người Anh
- 1940 – Solomon Burke, ca sĩ người Mỹ
- 1942 – Françoise Dorléac, nữ diễn viên người Pháp (m. 1967)
- 1943 – Hartmut Haenchen, người chỉ huy dàn nhạc người Đức
- 1944 – Marie–Christine Barrault, nữ diễn viên người Pháp
- 1946 – Timothy Dalton, diễn viên người Anh
- 1949 – Eddie Money, nhạc sĩ người Mỹ (m. 2019)
- 1955 – Philippe Troussier, cầu thủ bóng đá người Pháp
- 1956 – Ingrid Kristiansen, người chạy đua người Na Uy
- 1958 – Sabrina Le Beauf, nữ diễn viên người Mỹ
- 1958 – Gary Oldman, diễn viên người Anh
- 1959
  - Nobuo Uematsu, nhà soạn nhạc người Nhật Bản
  - Sarah Jane Morris, ca sĩ người Anh
- 1960
  - Robert Sweet, nhạc công đánh trống người Mỹ
  - Ayrton Senna, vận động viên đua xe ô tô người Brasil (m. 1994)
- 1961 – Lothar Matthäus, cầu thủ bóng đá người Đức
- 1962
  - Matthew Broderick, diễn viên người Mỹ
  - Kathy Greenwood, nữ diễn viên người Canada
  - Rosie O'Donnell, diễn viên hài, nữ diễn viên, người dẫn chương trình, nhà xuất bản người Mỹ
  - Mark Waid, tác giả truyện tranh người Mỹ
- 1963 – Ronald Koeman,cựu cầu thủ bóng đá, huấn luyện viên bóng đá người Hà Lan
- 1964 – Jesper Skibby, chuyên nghiệp vận động viên xe đạp người Đan Mạch
- 1965 – Xavier Bertrand, chính khách người Pháp
- 1969 – Ali Daei, cầu thủ bóng đá người Iran
- 1972 – Chris Candido, đô vật Wrestling chuyên nghiệp (m. 2005)
- 1973 – Stuart Nethercott, cầu thủ bóng đá người Anh
- 1973 – Jerry Supiran, diễn viên người Mỹ
- 1974
  - Jose Clayton, cầu thủ bóng đá người Tunisia
  - Laura Allen, nữ diễn viên người Mỹ
- 1975
  - Fabricio Oberto, cầu thủ bóng rổ người Argentina
  - Justin Pierce, diễn viên người Anh (m. 2000)
  - Mark Williams, người chơi bi da Wales
- 1978 – Rani Mukherjee, nữ diễn viên Ấn Độ
- 1980 – Ronaldinho Gaucho, cầu thủ bóng đá người Brasil
- 1982
  - Aaron Hill, vận động viên bóng chày người Mỹ
  - Colin Turkington, người đua xe người Anh
- 1985 – Adrian Peterson, cầu thủ bóng đá người Mỹ
- 1987 - Kim Tuyến, nữ diễn viên, nghệ sĩ ưu tú người Việt Nam
- 1988 – Lee Cattermole, cầu thủ bóng đá người Anh
- 1989
  - Jordi Alba, cầu thủ bóng đá người Tây Ban Nha
  - Nguyễn Trần Duy Nhất, võ sĩ Muay Thái người Việt Nam
- 1991 – Antoine Griezmann, cầu thủ bóng đá người Pháp

## Mất
- 1676 – Henri Sauval, sử gia người Pháp (s. 1623)
- 1729 – John Law, nhà kinh tế học người Scotland (s. 1671)
- 1734 – Robert Wodrow, sử gia người Scotland (s. 1679)
- 1751 – Johann Heinrich Zedler, nhà xuất bản người Đức (s. 1706)
- 1762 – Nicolas Louis de Lacaille, nhà thiên văn người Pháp (s. 1713)
- 1772 – Jacques–Nicolas Bellin, người vẽ bản đồ người Pháp (s. 1703)
- 1795 – Giovanni Arduino, nhà địa chất người Ý (s. 1714)
- 1801 – Andrea Luchesi, nhà soạn nhạc người Ý (s. 1741)
- 1843
  - Robert Southey, nhà thơ người Anh (s. 1774)
  - Guadalupe Victoria, tổng thống México đầu tiên (s. 1786)
- 1863 – Edwin Vose Sumner, nội chiến tướng người Mỹ (s. 1797)
- 1884 – Ezra Abbot, học giả kinh thánh người Mỹ (s. 1819)
- 1910 – Nadar, nhà nhiếp ảnh người Pháp (s. 1820)
- 1915 – Frederick Winslow Taylor, nhà phát minh người Mỹ (s. 1856)
- 1934 – Franz Schreker, nhà soạn nhạc người Áo (s. 1878)
- 1936 – Alexander Glazunov, nhà soạn nhạc người Nga (s. 1865)
- 1951 – Willem Mengelberg, người chỉ huy dàn nhạc người Đức (s. 1871)
- 1958 – Cyril M. Kornbluth, nhà văn người Mỹ (s. 1923)
- 1970 – Manolis Chiotis, người sáng tác bài hát, nhạc sĩ người Hy Lạp (s. 1920)
- 1975 – Joe Medwick, vận động viên bóng chày (s. 1911)
- 1984 – Shauna Grant, nữ diễn viên (tự sát) người Mỹ (s. 1963)
- 1985 – Sir Michael Redgrave, diễn viên người Anh (s. 1908)
- 1987
  - Dean Paul Martin, nhạc sĩ người Mỹ (s. 1951)
  - Robert Preston, diễn viên người Mỹ (s. 1918)
- 1992
  - John Ireland, diễn viên, người đạo diễn người Canada (s. 1914)
  - Natalie Sleeth, nhà soạn nhạc người Mỹ (s. 1930)
- 1994
  - Macdonald Carey, diễn viên người Mỹ (s. 1913)
  - Dack Rambo, diễn viên người Mỹ (s. 1941)
  - Lili Damita, nữ diễn viên người Pháp (s. 1904)
- 1997 – W. V. Awdry, trẻ em nhà văn người Anh (s. 1911)
- 1999 – Ernie Wise, diễn viên hài người Anh (s. 1925)
- 2001
  - Chung Ju-yung, nhà tư bản công nghiệp người Hàn Quốc (s. 1915)
  - Anthony Steel, diễn viên người Anh (s. 1920)
- 2002 – Herman Talmadge, chính khách người Mỹ (s. 1913)
- 2003 – Hieorhij Stanislavavič Tarazievič, nguyên thủ quốc gia Byelorussia Xô viết (s. 1937).[1]
- 2005
  - Barney Martin, diễn viên người Mỹ (s. 1923)
  - Bobby Short, ca sĩ người Mỹ (s. 1924)

## Ngày lễ và kỷ niệm
- Ngày Quốc tế Xoá bỏ phân biệt chủng tộc (International Day for the Elimination of Racial Discrimination), theo quyết định của Liên Hợp Quốc.
- Nam Phi: Ngày quyền lợi
- Ngày truyền thống xuân phân, dùng cho xác định lễ Phục sinh. Xuân phân đúng thường thường là một ngày trước.
- Năm mới theo Lịch Ba Tư: Norouz xảy vào xuân phân
- Tôn giáo Bahá'í: Naw Rúz (Norouz), năm mới của lịch Baha'i
- Tôn giáo Bahá'í – Cuối thời kỳ ăn chay mà kéo 19 ngày từ sáng đến chiều
- Lễ Ostara của Neopagan
- Ngày Quốc tế ngủ của Tổ chức Y tế Thế giới
- Ngày Quốc tế thơ của UNESCO